# Anaspis maroccana
Anaspis maroccana es una especie de coleóptero de la familia Scraptiidae.

## Distribución geográfica
Habita en Marruecos.